# Milčo Leviev
Milčo Leviev (bolgarsko Милчо Левиев), bolgarski jazzovski pianist, skladatelj, aranžer in dirigent, * 19. december 1937, Plovdiv, Kraljevina Bolgarija, † 12. oktober 2019, Solun, Grčija.
Leviev je v svoji karieri sodeloval s številnimi znanimi glasbeniki, kot so Don Ellis, Billy Cobham, Roy Haynes, Al Jareau in Art Pepper. Ustanovil in vodil je bolgarsko jazz zasedbo Jazz Focus '65.

## Kariera
Milčo Leviev se je rodil v Plovdivu. Leta 1960 je diplomiral na bolgarski državni Akademiji za glasbo iz kompozicije pod mentorstvom prof. Panča Vladigerova in iz klavirja pod mentorstvom prof. Andreja Stojanova.
Njegov profesionalni skladateljski razvoj se je pričel v dramskem gledališču v Plovdivu. Ko je Emil Georgiev zapustil mesto dirigenta Big Banda Bolgarskega narodnega radia je njegovo mesto prevzel Leviev, ki je na mestu dirigenta big banda deloval od leta 1962 do 1966. Njegove ideje so bile za orkester dokaj inovativne, saj je v skladbe, kot so "Studia", "Blues in 9" ali "Anti-waltz" začel kombinirati elemente folklore in jazza. Med letoma 1963 in 1968 je delal kot solist in dirigent Sofijskega in Plovdivskega filharmoničnega orkestra. Let 1965 je prevzel idejo pisatelja Radoja Ralina in ustanovil zasedbo Jazz Focus '65, s katero je koncertiral in nastopal do leta 1970, v tem času pa je dosegel uspehe bolgarskega jazza in osvajal nagrade na jazz festivalih v Montreuxu, Sofiji in Pragi.
Leta 1970 je zaradi političnih razlogov zapustil Bolgarijo in se preselil v Los Angeles. Nastopanje v Bolgariji mu je bilo prepovedano vse do leta 1980.
V ZDA je med letoma 1970 in 1975 deloval kot skladatelj, aranžer in pianist orkestra Dona Ellisa, med letoma 1971 in 1977 pa je deloval tudi pri skupini Billyja Cobhama. Koncertiral je tako v ZDA kot v Evropi. Med letoma 1977 in 1980 je bil glasbeni direktor pevke Lainie Kazan. Koncertiral in snemal je tudi z Johnom Klemmerjem, Artom Pepperjem in Royjem Haynesom. S Pepperjem je med letoma 1980 in 1982 koncertiral po Evropi, bil pa je tudi eden izmed ustanoviteljev fusion zasedbe Free Flight. Leta 1983 je postal glasbeni direktor jazz sessionov v Comeback Innu v mestu Venice v Kaliforniji. Med letoma 1983 in 1986 je koncertiral na Japonskem z basistom Davom Hollandom, v letih 1985 in 1986 pa je v Evropi organiziral solistične jazzovske recitale. Na Univerzi Južne Kalifornije je predaval jazzovsko kompozicijo, večkrat pa je gostoval tudi na Novi bolgarski univerzi v Sofiji, kjer je izvajal mojstrske tečaje.
Komponiral je tako simfonična kot komorna dela, dela za big band in jazzovske orkestre, v 60. letih pa je pisal tudi filmsko glasbo.
Umrl je 12. oktobra 2019 v Solunu v Grčiji.

## Nagrade in priznanja
Kot študent je Leviev osvojil drugo mesto na Mednarodnem tekmovanju na Dunaju za svojo Toccatino za klavir. Let 1987 je osvojil nagrado Drama-Logur ua najboljšega glasbenega direktorja, ki mu jo je podelil Pacifiški konservatorij za uprizoritvene umetnosti. Nekaj njegovih del je izdala založba Dick Grove Publications, do leta 1968 pa tudi bolgarska založba Nauka i izkustvo. Osvojil je še nagrado na Nacionalnem jazzovskem izobraževalnem kongresu, leta 1981 bil nominiran za grammyja za aranžma ter leta prejel 1995 Honorarno zlato medaljo Mednarodne akademije za umetnost v Parizu. Leta 1995 je prejel honorarni doktorat s strani Akademije za glasbo, ples in fine umetnosti v Plovdivu, honorarni doktorat pa je prejel leta 1999 tudi s strani Nove bolgarske univerze.

## Izbrana diskografija

### Solo
- Blue Levis (Dobre, 1978)
- What's New (Atlas, 1980)
- Blues for the Fisherman (Mole Jazz, 1980)
- True Blues (Mole Jazz, 1981)
- Plays the Music of Irving Berlin (Discovery, 1982)
- Music for Big Band and Symphony Orchestra (Trend, 1983)
- Piano Lesson (Dobre, 1987)
- Destination (Optimism, 1987)
- Bulgarian Piano Blues (MA, 1990)
- The Oracle - z Davom Hollandom (Pan Music, 1992)
- Up & Down - z Davom Hollandom (MA, 1993)
- Jive Sambas (Vartan Jazz, 1997)
- Man from Plovdiv (MA, 1999)
- Quiet Love - z Vicky Almazidu (Ethnic Art, 2004)
- Multiple Personalities (Mighty Quinn, 2006)
- Quiet March (Perfect, 2015)

### Kot gost
Billy Cobham
- Total Eclipse (Atlantic, 1974)
- Shabazz (Atlantic, 1975)
- A Funky Thide of Sings (Atlantic, 1975)

Don Ellis
- Tears of Joy (Columbia, 1971)
- Connection (Columbia, 1972)
- Soaring (MPS, 1973)
- Haiku (MPS, 1974)

Roy Haynes
- Thank You Thank You (Galaxy, 1977)
- Vistalite (Galaxy, 1979)

Gerald Wilson
- Jessica (Trend, 1983)
- Calafia (Trend, 1985)

Dusan Bogdanovic
- Winter Tale (Doberman - Yppan, 2008)

Ostalo
- Al Jarreau, Breakin' Away (Warner Bros., 1981)
- Arif Mardin, Journey (Atlantic, 1974)
- Airto Moreira, Virgin Land (Salvation, 1974)
- L. Subramaniam, Fantasy without Limits (Trend, 1980)